# 原邦造

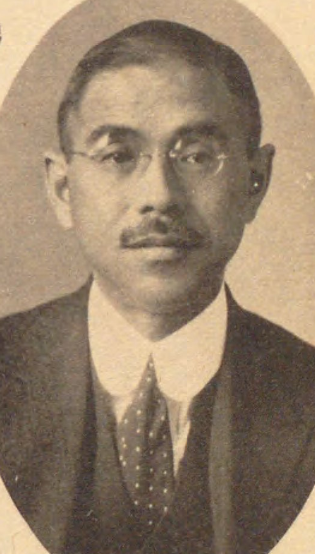
原邦造

原 邦造（はら くにぞう、1883年〈明治16年〉6月19日 - 1958年〈昭和33年〉3月30日）は、日本の経営者。第百銀行頭取、愛国生命社長・会長、帝都高速度交通営団総裁、日本航空会長などを務めた。旧姓・田中。

## 経歴
大阪府島下郡、のちの三島郡茨木村（茨木町を経て現茨木市）で、田中友次郎の二男として生まれ原六郎の養子となる。第三高等学校を経て1907年に京都帝国大学法科経済学部を卒業し、同年に満鉄に入社。
第百銀行頭取、愛国生命社長を経て、1930年に愛国生命会長に就任した。1940年には取締役を務めていた東武鉄道で根津嘉一郎、吉野伝治と社長の死去が相次ぎ、一時的に東武の会長および社長を務めた。1941年に帝都高速度交通営団総裁へ就任することとなり、東武の社長職を根津の長男である藤太郎（のち2代目根津嘉一郎を襲名）に禅譲した。
さらに、三井銀行取締役、東洋高圧工業取締役、三井生命取締役、東京ガス取締役、王子製紙取締役などを歴任した。1949年に室町物産会長に就任し、1954年に三井物産相談役に就任した。1953年9月に日本航空会長に就任した。日本銀行政策委員も務めた。
1958年3月30日、心筋梗塞のために死去。74歳没。墓所は多磨霊園。

## 家族
- 妻・たき ‐ 養父原六郎の二女
- 長女の夫・ 原三郎 ‐ 丸山環の三男
- 二女の夫・ 山本達郎
- 三女の夫・ 松井明
- 四女の夫・島田輝雄 ‐ 日本土地山林社長。福沢捨次郎の外孫